# Ralph Hayes
Ralph Hayes, Ralph Eugene Hayes, född 1927 är en amerikansk tidigare advokat och senare författare.

## Biografi
Efter en karriär som advokat i Michigan, USA, gifte sig Hayes med en konstnär. Detta ledde till att även Hayes intresserade sig mera för skapande och då i form av skrivande. 1969 slutade han arbeta som advokat och flyttade tillsammans med hustrun till Key West, Florida och där blev han snart en flitig skribent av pocketböcker med westernberättelser, deckare och agentromaner under serienamn som Buffalo hunter, Agent of Cominsec, Stoner och Check Force. Dessutom skrev han under pseudonym Peter McCurtin böcker om Soldier of Fortune samt under pseudonym Dodge Tyler 6 av totala 12 böcker i serien Daniel Boone: lost wilderness tales (seriens sista 6 böcker skrevs av John Edward Ames).
Serien Buffalo hunter om buffeljägaren O'Brien inleddes med att Belmont Tower Books 1970 utgav Secret of Sulphur Creek. 1973 utgav förlaget Leisure samma roman som Gunslammer och betecknade den då som seriens tredje bok samtidigt som den 1973 utgivna Hellhole numrerades som seriens första bok. Four ugly guns betecknades dock fortsatt som seriens andra bok.
I mitten av 1980-talet återvände Hayes och hans fru till Michigan, där han åter började arbeta som jurist men samtidigt skrev en del på övrig tid. 1992 började Hayes återigen skriva westernböcker och några år senare började han skriva direkt för det engelska förlaget Black Horse, ingående i Robert Hale Publishing.

### Buffalo hunter
- Secret of Sulphur Creek 1970 och som Gunslammer 1973 (Den vilda staden 1971, övers Gabriel Setterborg, Wild West 5, Buffeljägaren 1973, Longhorn 54)
- Four ugly guns 1970 (Fyra ska dö 1971, övers Margareta Jaderius & Kjell E. Genberg, Wild West 9)
- Hunter's moon 1971 (Grym hämnd 1973, övers Niklas Lindblad, Wild West 20)
- The name is O'Brien 1972 (En hård man 1974, övers Gösta Zetterlund, Wild West 24)
- Hellhole 1973 (Blodigt spår 1974, övers Solveig Karlsson, Wild West 26, Döda eller dödas 1981, övers Sture Biurström, Wild West 79)
- Treasure of Rio Verde 1973
- Vengeance is mine 1978
- Five deadly guns 1984 (Snabbast vinner 1984, Bästa Västern 100)
- Revenge of the buffalo hunter 1992
- Fort Revenge 2011
- The last buffalo 2013
- Coyote moon 2015
- Rawhide justice 2016
- Coyote moon 2018
- Return of the buffalo hunter 2021